# Gómez Farías (Jalisco)
Gómez Farías è un comune del Messico, situato nello stato di Jalisco, il cui capoluogo è la località di San Sebastián del Sur.